# Осек-Мали (Великопольське воєводство)
Осек-Мали (пол. Osiek Mały, нім. Kleinredern) — село в Польщі, у гміні Осек-Малий Кольського повіту Великопольського воєводства.
Населення — 711 осіб (2011).
У 1975-1998 роках село належало до Конінського воєводства.

## Демографія
Демографічна структура станом на 31 березня 2011 року:
|          | Загалом | Допрацездатний вік | Працездатний вік | Постпрацездатний вік |
| -------- | ------- | ------------------ | ---------------- | -------------------- |
| Чоловіки | 352     | 86                 | 242              | 24                   |
| Жінки    | 359     | 94                 | 207              | 58                   |
| Разом    | 711     | 180                | 449              | 82                   |